# Algyroides
Algyroides es un género de saurópsidos (reptiles) escamosos pertenecientes a la familia Lacertidae.

## Especies
- Algyroides fitzingeri Wiegmann, 1834.
- Algyroides marchi Valverde, 1958.
- Algyroides moreoticus Bibron y Bory de Saint_Vincent, 1833.
- Algyroides nigropunctatus Deméril y Bibron, 1839.